# Ivan Nikolaïev
 (septembre 2011).
Si vous disposez d'ouvrages ou d'articles de référence ou si vous connaissez des sites web de qualité traitant du thème abordé ici, merci de compléter l'article en donnant les références utiles à sa vérifiabilité et en les liant à la section « Notes et références ».
Ivan Sergueïevitch Nikolaïev (en russe : Иван Сергеевич Николаев ; né en 1901 à Voronej, mort en 1979 à Moscou) est un architecte et enseignant soviétique, connu comme architecte constructiviste à la fin des années 1920 puis pour son travail sur l'architecture industrielle.

## Biographie
Nikolaïev fut formé à l'Université technique d'État de Moscou par Alexandre Vesnine et Alekseï Kouznetsov, diplômé en 1925. Son travail avant 1928 passa généralement inaperçu (sauf un bref apprentissage lors de l'exposition nationale d'agriculture en 1923).
En 1928, Nikolaïev dessina un immeuble de logement dans le quartier Preobrajenskoïe à Moscou - trois bâtiments bon marché traditionnels disposés en flèche pointant le cimetière des vieux-ritualistes de Preobrajenskoïe. En 1928-1929, il travailla comme chef de chantier à la construction du campus moderne de l'Institut de l'ingénierie en énergie de Moscou dessiné par Alekseï Kouznetsov. Sur ce projet Nikolaïev fut considéré comme l'un des six concepteurs associés à Kouznetsov.
En 1929, Nikolaïev remporta le concours public pour la Maison collective de l'Institut textile – campus moderne pour 2 000 étudiants. Contraint par le budget serré et le manque d'espace, Nikolaïev élabora l'exemple le plus radical de maison communale où la vie des étudiants était pratiquement soumise à des règles militaires. Son idée de réduire l'espace vital privatif à un simple cabinet de sommeil sans fenêtre (les étudiants devaient garder toutes leurs possessions matérielles dans une autre pièce verrouillée et n'étaient pas autorisés à pénétrer dans leur cabinet pendant la journée) était trop radical, même pour l'avant-garde soviétique des années 1920, Nikolaïev dut alors modifier ses plans pour permettre aux résidents d'alléger cette rigueur spatiale. Le bâtiment est sur le point d'être réhabilité en un campus moderne.
Avec la montée de l'architecture stalinienne et les mesures contre les syndicats indépendants (1932), Nikolaïev, à l'instar des frères Vesnine et des autres architectes du groupe OSA, se tourna vers l'architecture industrielle et ne s'impliqua plus jamais dans les projets publics voyants. Ses projets des années 1930-1940 les plus connus furent construits pour l'industrie textile, y compris l'usine turque Kayseri Sumerbank de 1935.
Nikolaïev fut un auteur prolifique d'essais et de publications sur l'architecture, notamment l'Architecture des aqueducs romains, et fut élu à l'Académie d'architecture en 1956. Il était membre de la faculté des collèges de Moscou depuis 1925. À la fin de sa carrière, Nikolaïev se dédia entièrement à l'éducation et reçut la chaire de directeur de l'Institut d'architecture de Moscou de 1958 à 1970.